# PCGF1
PCGF1 (англ. Polycomb group ring finger 1) – білок, який кодується однойменним геном, розташованим у людей на короткому плечі 2-ї хромосоми.  Довжина поліпептидного ланцюга білка становить 259 амінокислот, а молекулярна маса — 30 346.
| 10         |  | 20         |  | 30         |  | 40         |  | 50         |
| ---------- |  | ---------- |  | ---------- |  | ---------- |  | ---------- |
| MASPQGGQIA |  | IAMRLRNQLQ |  | SVYKMDPLRN |  | EEEVRVKIKD |  | LNEHIVCCLC |
| AGYFVDATTI |  | TECLHTFCKS |  | CIVKYLQTSK |  | YCPMCNIKIH |  | ETQPLLNLKL |
| DRVMQDIVYK |  | LVPGLQDSEE |  | KRIREFYQSR |  | GLDRVTQPTG |  | EEPALSNLGL |
| PFSSFDHSKA |  | HYYRYDEQLN |  | LCLERLSSGK |  | DKNKSVLQNK |  | YVRCSVRAEV |
| RHLRRVLCHR |  | LMLNPQHVQL |  | LFDNEVLPDH |  | MTMKQIWLSR |  | WFGKPSPLLL |
| QYSVKEKRR  |  |            |  |            |  |            |  |            |

A: Аланін

C: Цистеїн

D: Аспарагінова кислота

E: Глутамінова кислота

F: Фенілаланін

G: Гліцин

H: Гістидин

I: Ізолейцин

K: Лізин

L: Лейцин

M: Метіонін

N: Аспарагін

P: Пролін

Q: Глутамін

R: Аргінін

S: Серин

T: Треонін

V: Валін

W: Триптофан

Кодований геном білок за функціями належить до репресорів, фосфопротеїнів. 
Задіяний у таких біологічних процесах як транскрипція, регуляція транскрипції, ацетиляція, альтернативний сплайсинг. 
Білок має сайт для зв'язування з іонами металів, іоном цинку. 
Локалізований у ядрі.